# Dezső Szentgyörgyi
Dezső Szentgyörgyi (16. ledna 1915, Kökút – 28. srpna 1971, Kodaň) byl maďarským leteckým esem Maďarských královských armádních leteckých sil za druhé světové války s největším počtem sestřelů.

## Mládí a služba v Maďarském královském letectvu
Dezső Szentgyörgyi se narodil roku 1915 v Kökútu. Absolvoval studia v Enyigu a ve svých 18 letech se přihlásil k Maďarskému královskému letectvu. Ze začátku byl leteckým mechanikem, ale později absolvoval letecký trénink. Leteckou školu v Székesfehérváru dokončil s výborným hodnocením. Byl vycvičen jako stíhací pilot a účastnil se operací na severu Maďarska ve stíhací letce ½ FS na Fiatu CR.32. V létě roku 1942 se přemístil ke stíhací letce 1/1 „Dongó“ (Čmelák) na východní frontu. Létal zde s letounem Reggiane Re.2000 (MÁVAG Hejá), potom s Messerschmittem Bf 109 G. První letadlo sestřelil dne 7. srpna 1942, když létal na Reggiane Re.2000, šlo však o přátelský letoun, Obětí byl německý bombardér Heinkel He 111, který na něho zahájil palbu, když se Szentgyörgyi pokoušel o identifikaci letadla. Jeho první vítězství nad nepřátelským letounem přišlo téměř o rok později, dne 26. června 1943. Šlo o sovětskou stíhačku Jakovlev Jak-1 nebo Jakovlev Jak-7 u Gresnoje. Na východní frontě odlétal 142 letů a sestřelil šest letadel.

## U letecké skupiny Puma
101. stíhací letecká skupina „Puma“ byla vytvořena 1. května 1944. Szentgyörgyi byl přemístěn ke stíhací letce 100/2 „Retek“ (Ředkev). Pokračoval u Pum v dosahování sestřelů a sestřel šest amerických letadel. Do léta 1944 se stal vedoucím roje. Dne 16. listopadu 1944 byl povýšen na podporučíka. Poté co skončila „americká sezóna“, se opět staly hlavním nepřítelem sovětské letouny. Dezső dosáhl dalších 17 sestřelů. Své poslední vítězství dosáhl dne 16. dubna 1945: Jakovlev Jak-9 u Guttenbrunnu. Nikdy nehavaroval s letounem kvůli své chybě a nikdy nebyl sestřelen. Do konce války provedl více než 220 letů a dosáhl 30 potvrzených vítězství (údaje se mírně liší). Stal se tak nejúspěšnějším maďarským stíhacím pilotem. 

## Po válce
Po válce se vrátil domů a stal se pilotem Maszovletu (Maďarsko-sovětských aerolinií) mezi roky 1946 až 1949. Mezi lety 1950 a 1956 strávil několik let v komunistickém vězení, než se stal opět pilotem přejmenovaných maďarských aerolinií Malév. V záznamech měl 12 334 letových hodin a nalétal přes 5 milionů kilometrů.

## Smrt
Dne 28. srpna 1971 byl Szentgyörgyi pilotem letu Malévu 731 a byl mezi 32 lidmi, kteří zahynuli, když letoun Iljušin Il-18 (HA-MOC) narazil do moře během bouře při svém přiblížení do dánské Kodaně. Szentgyörgyi a další členové posádky zahynuli a jen dva z 25 pasažérů let přežili. Szentgyörgyi měl za méně než tři týdny odejít do důchodu. 